# Apanteles pulcher
Apanteles pulcher är en stekelart som beskrevs av Telenga 1955. Apanteles pulcher ingår i släktet Apanteles och familjen bracksteklar. Inga underarter finns listade i Catalogue of Life.